# Premi César 1984
La cerimonia di premiazione della 9ª edizione dei Premi César si è svolta il 3 marzo 1984 al Théâtre de l'Empire di Parigi. È stata presieduta da Gene Kelly e presentata da Monica Vitti, Pierre Richard, Brigitte Fossey, Macha Méryl e Léon Zitrone. È stata trasmessa da Antenne 2.
Il film che ha ottenuto il maggior numero di candidature (dodici) e di premi (cinque) è stato Ciao amico (Tchao Pantin) di Claude Berri.

## Vincitori e candidati
I vincitori sono indicati in grassetto, a seguire gli altri candidati.

### Miglior film
- Ai nostri amori (À nos amours), regia di Maurice Pialat
- Ballando ballando (Le bal), regia di Ettore Scola
- Ciao amico (Tchao Pantin), regia di Claude Berri
- L'estate assassina (L'été meurtrier), regia di Jean Becker
- Prestami il rossetto (Coup de foudre), regia di Diane Kurys

### Miglior regista
- Ettore Scola - Ballando ballando (Le bal)
- Jean Becker - L'estate assassina (L'été meurtrier)
- Claude Berri - Ciao amico (Tchao Pantin)
- Maurice Pialat - Ai nostri amori (À nos amours)
- François Truffaut - Finalmente domenica! (Vivement dimanche!)

### Miglior attore
- Coluche - Ciao amico (Tchao Pantin)
- Gérard Depardieu - Les comperes - Noi siamo tuo padre (Les comperes)
- Yves Montand - Garçon!
- Michel Serrault - Mia dolce assassina (Mortelle randonnée)
- Alain Souchon - L'estate assassina (L'été meurtrier)

### Miglior attrice
- Isabelle Adjani - L'estate assassina (L'été meurtrier)
- Fanny Ardant - Finalmente domenica! (Vivement dimanche!)
- Nathalie Baye - J'ai épousé une ombre
- Nicole Garcia - Les mots pour le dire
- Miou-Miou - Prestami il rossetto (Coup de foudre)

### Migliore attore non protagonista
- Richard Anconina - Ciao amico (Tchao Pantin)
- François Cluzet - L'estate assassina (L'été meurtrier)
- Bernard Fresson - Garçon!
- Guy Marchand - Prestami il rossetto (Coup de foudre)
- Jacques Villeret - Garçon!

### Migliore attrice non protagonista
- Suzanne Flon - L'estate assassina (L'été meurtrier)
- Victoria Abril - Lo specchio del desiderio (La lune dans le caniveau)
- Stéphane Audran - Mia dolce assassina (Mortelle randonnée)
- Sabine Azéma - La vita è un romanzo (La vie est un roman)
- Agnès Soral - Ciao amico (Tchao Pantin)

### Migliore promessa maschile
- Richard Anconina - Ciao amico (Tchao Pantin)
- Jean-Hugues Anglade - L'homme blessé
- François Cluzet - Vive la sociale!
- Jacques Penot - In nome dei miei (Au nom de tous les miens)

### Migliore promessa femminile
- Sandrine Bonnaire - Ai nostri amori (À nos amours)
- Élisabeth Bourgine - Vive la sociale!
- Laure Duthilleul - Le destin de Juliette
- Agnès Soral - Ciao amico (Tchao Pantin)

### Migliore sceneggiatura originale
- Hervé Guibert e Patrice Chéreau - L'homme blessé
- Diane Kurys e Alain Le Henry - Prestami il rossetto (Coup de foudre)
- Francis Veber - Les comperes - Noi siamo tuo padre (Les comperes)

### Miglior adattamento
- Sébastien Japrisot - L'estate assassina (L'été meurtrier)
- Claude Berri - Ciao amico (Tchao Pantin)
- Robert Enrico - In nome dei miei (Au nom de tous les miens)

### Migliore fotografia
- Bruno Nuytten - Ciao amico (Tchao Pantin)
- Ricardo Aronovich - Ballando ballando (Le bal)
- Pierre Lhomme - Mia dolce assassina (Mortelle randonnée)
- Philippe Rousselot - Lo specchio del desiderio (La lune dans le caniveau)

### Miglior montaggio
- Jacques Witta - L'estate assassina (L'été meurtrier)
- Françoise Bonnot - Hanna K.
- Denise de Casabianca - L'homme blessé
- Claire Pinheiro - Les mots pour le dire
- Françoise Prenant - Faits divers

### Migliore scenografia
- Hilton McConnico - Lo specchio del desiderio (La lune dans le caniveau)
- Jean-Pierre Kohut-Svelko - Mia dolce assassina (Mortelle randonnée)
- Jacques Saulnier - La vita è un romanzo (La vie est un roman)
- Alexandre Trauner - Ciao amico (Tchao Pantin)

### Migliore musica
- Vladimir Cosma - Ballando ballando (Le bal)
- Charlélie Couture - Ciao amico (Tchao Pantin)
- Georges Delerue - L'estate assassina (L'été meurtrier)
- Serge Gainsbourg - Equateur - L'amante sconosciuta (Équateur)

### Miglior sonoro
- Jean Labussière e Gérard Lamps - Ciao amico (Tchao Pantin)
- Jacques Maumont e Pierre Lenoir - Garçon!
- Nadine Muse, Paul Lainé e Maurice Gilbert - Mia dolce assassina (Mortelle randonnée)
- Jean-Louis Ughetto e Luc Yersin - L'Argent

### Miglior film straniero
- Fanny e Alexander (Fanny och Alexander), regia di Ingmar Bergman
- Carmen Story (Carmen), regia di Carlos Saura
- Ma che siamo tutti matti? (The Gods Must Be Crazy), regia di Jamie Uys
- Tootsie, regia di Sydney Pollack

### Migliore opera prima
- Via delle capanne negre (Rue cases nègres), regia di Euzhan Palcy
- Le Dernier Combat, regia di Luc Besson
- Le destin de Juliette, regia di Aline Issermann
- La trace, regia di Bernard Favre

### Miglior film in lingua francese
- Dans la ville blanche, regia di Alain Tanner

### Miglior cortometraggio d'animazione
- Le voyage d'Orphée, regia di Jean-Manuel Costa
- Au-delà de minuit, regia di Pierre Barletta
- Le sang, regia di Jacques Rouxel

### Miglior cortometraggio di fiction
- Star suburb: La banlieue des étoiles, regia di Stéphane Drouot
- Coup de feu, regia di Magali Clément
- Panique au montage, regia di Olivier Esmein
- Toro Moreno, regia di Gérard Krawczyk

### Miglior cortometraggio documentario
- Ulysse, regia di Agnès Varda
- Je sais que j'ai tort mais demandez à mes copains ils disent la même chose, regia di Pierre Lévy
- La vie au bout des doigts, regia di Jean-Paul Jenssen

### Premio César onorario
- René Clément
- Georges de Beauregard
- Edwige Feuillère